# Mugwump
Der Begriff Mugwump bezeichnet einen Politiker, der unabhängig oder neutral ist. Bei den Präsidentschaftswahlen in den Vereinigten Staaten von 1884 wurde damit der progressive Flügel in der Republikanischen Partei bezeichnet, der in Abweichung zur Parteilinie nicht den eigenen Kandidaten James G. Blaine unterstützte, sondern den Demokraten Grover Cleveland. Der Begriff stammt aus der Algonkin-Sprache und bedeutet Großer Häuptling aber auch wichtiger Mann.

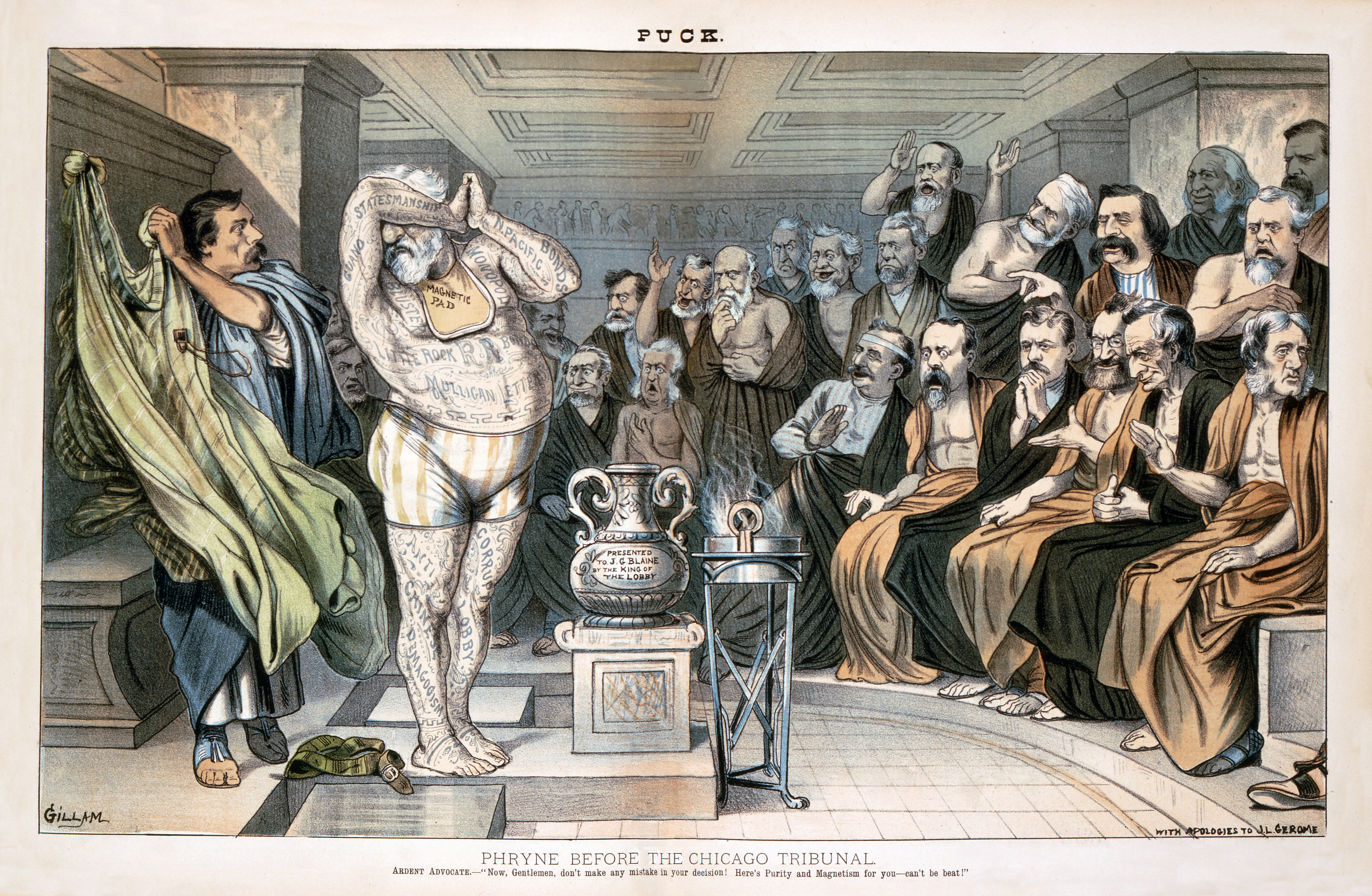
Politische Karikatur aus dem Jahr 1884 von Bernhard Gillam im Magazin Puck, welches Blaine als mit Skandalen tätowiert und von den Mugwums beobachtet darstellt. Die Karikatur ähnelt dem Gemälde Phryne vor dem Areopag vom französischen Maler Jean-Léon Gérôme.

Im allgemeinen englischen Sprachgebrauch bezeichnet ein Mugwump jemanden, der sich nicht entscheiden kann oder will.
Der damalige britische Außenminister Boris Johnson hat den seinerzeitigen Labour-Chef Jeremy Corbyn im April 2017 in einer Kolumne als „mugwump“ bezeichnet. Die Süddeutsche Zeitung gibt in diesem Fall, nach dem Englisch-Deutschen Wörterbuch Muret-Sanders, die Übersetzung mit „unsicherer Kantonist“ an. Der englische Guardian folgt dem Wörterbuch Merriam-Webster: „A person who is independent (as in politics) or who remains undecided or neutral“. The Guardian bezieht sich anschließend auch auf eine Website, die besagt: „Mugwump is an anglicised version of a word used by Massachusett Indians to mean ‚war leader‘. […] The word was sometimes jestingly applied in early America to someone who was the ‚head guy‘.“